# Polyporus umbellatus
Polyporus umbellatus (Christian Hendrik Persoon, 1801 ex Elias Magnus Fries, 1821), din încrengătura Basidiomycota în familia Polyporaceae și de genul Polyporus, denumit în popor bureți iepurești, iepurași sau prepelecuț, este o specie saprofită de ciuperci comestibile. Ea se poate găsi în România, Basarabia și Bucovina de Nord, dezvoltându-se în grupuri de multe exemplare, pornite dintr-un trunchi comun, mai ales pe cioturi de stejar și fag (mai rar) precum în apropierea pomilor, nu prea des, dar revenind anual acolo unde se dezvoltă. Apare din (iunie) iulie până în noiembrie.

## Descriere
Specia se dezvoltă dintr-un sclerot subteran, asemănător unei trufe,  cu scoarță neagră și tramă albă de 10-15 cm lungime într-un singur trunchi, din care se formează o multitudine de ciupercuțe rotunjoare cu aspect general umbeliform ramificat. Corpul fructifer poate atinge până la 20-40 (50) cm în diametru cu o greutate de 2-10 kilograme. 
Descrierea unei ciuperci solitare:

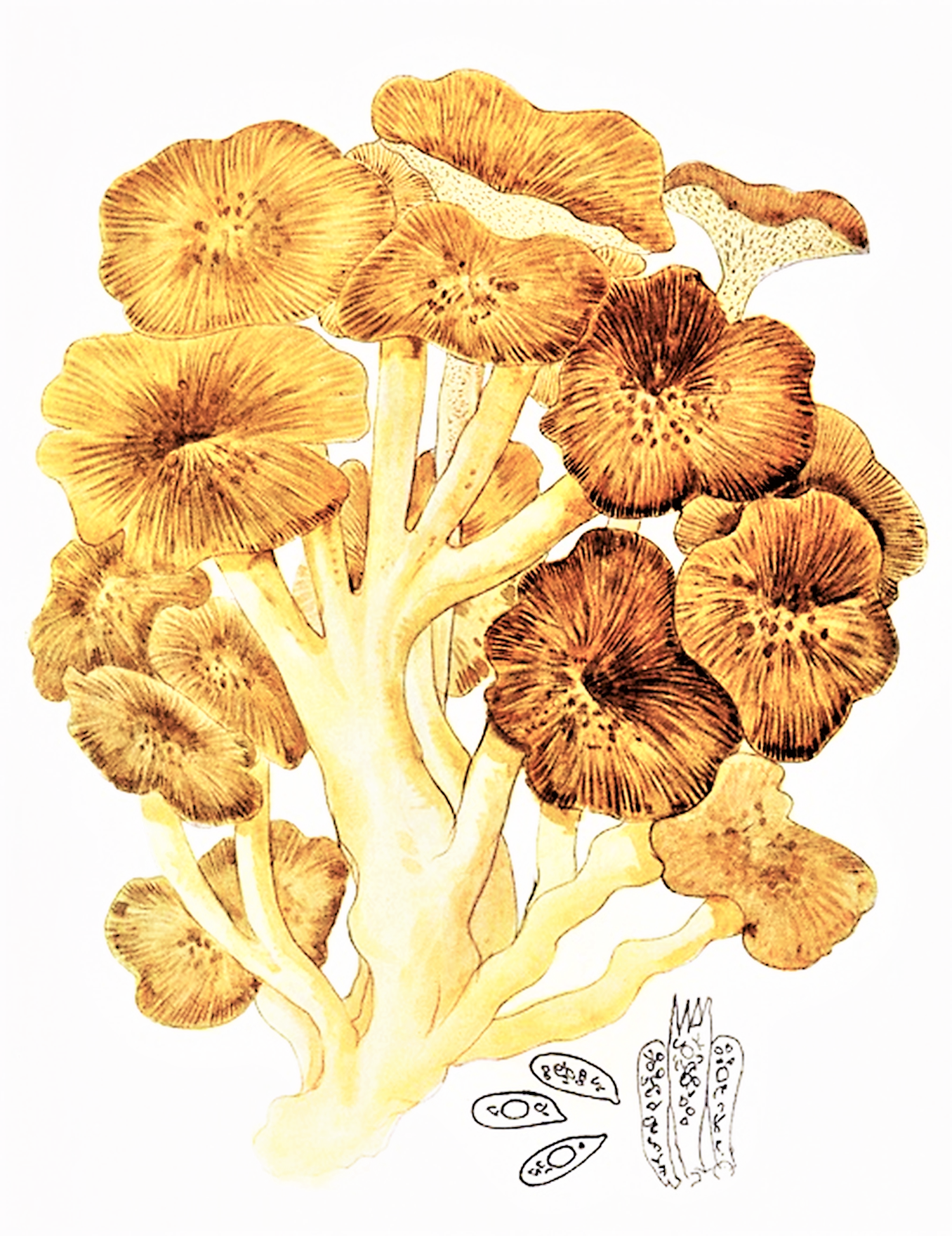
Bres.: P. umbellatus

- Pălăria: are un diametru de (1) 2-4 (5) cm, este inițial cărnoasă, fragilă, cu suprafața convexă și rotunjoară, la maturitate plată, subțire, ombilicală în mijloc, căpătând la bătrânețe formă de pâlnie precum o margine ondulată și fisurată. Cuticula este la început fin scămoasă, dar foarte repede în plus striată radial, fiind de colorit variabil, de la palid galben peste galben-maroniu până la gri-brun.
- Tuburile și porii: Sporiferele sunt foarte scurte și decurente pe picior, nu rar până la baza aceluia, fiind de culoare albă. Porii, de asemenea albi, sunt inițial mici și rotunjori, devenind la bătrânețe unghiulari.
- Piciorul: este foarte scurt, cu o înălțime de 3-5 cm și o lățime de 0,5-0,8 cm, fiind alb până crem, fragil până fibros, plin, aproape mereu alipit central de pălărie și îngroșat spre trunchiul principal.
- Carnea: este albă și nu se decolorează după tăiere, fiind la început fragilă, devenind la maturitate din ce în ce mai fibroasă. Are un miros făinos, cu gust savuros ca de nuci în tinerețe, dar neplăcut și amar la bătrânețe. Ciuperca se strică destul de repede și emite atunci un miros dezgustător.[4][5]
- Caracteristici microscopice: are spori elipsoidali, netezi și hialini (translucizi), cu o mărime de 8-11 x 3-4 microni. Pulberea lor este albă. Basidiile clavate cu 4 sterigme fiecare masoară 15-30 x 5-6 microni.[6]
- Reacții chimice: nu sunt cunoscute.[4][5]

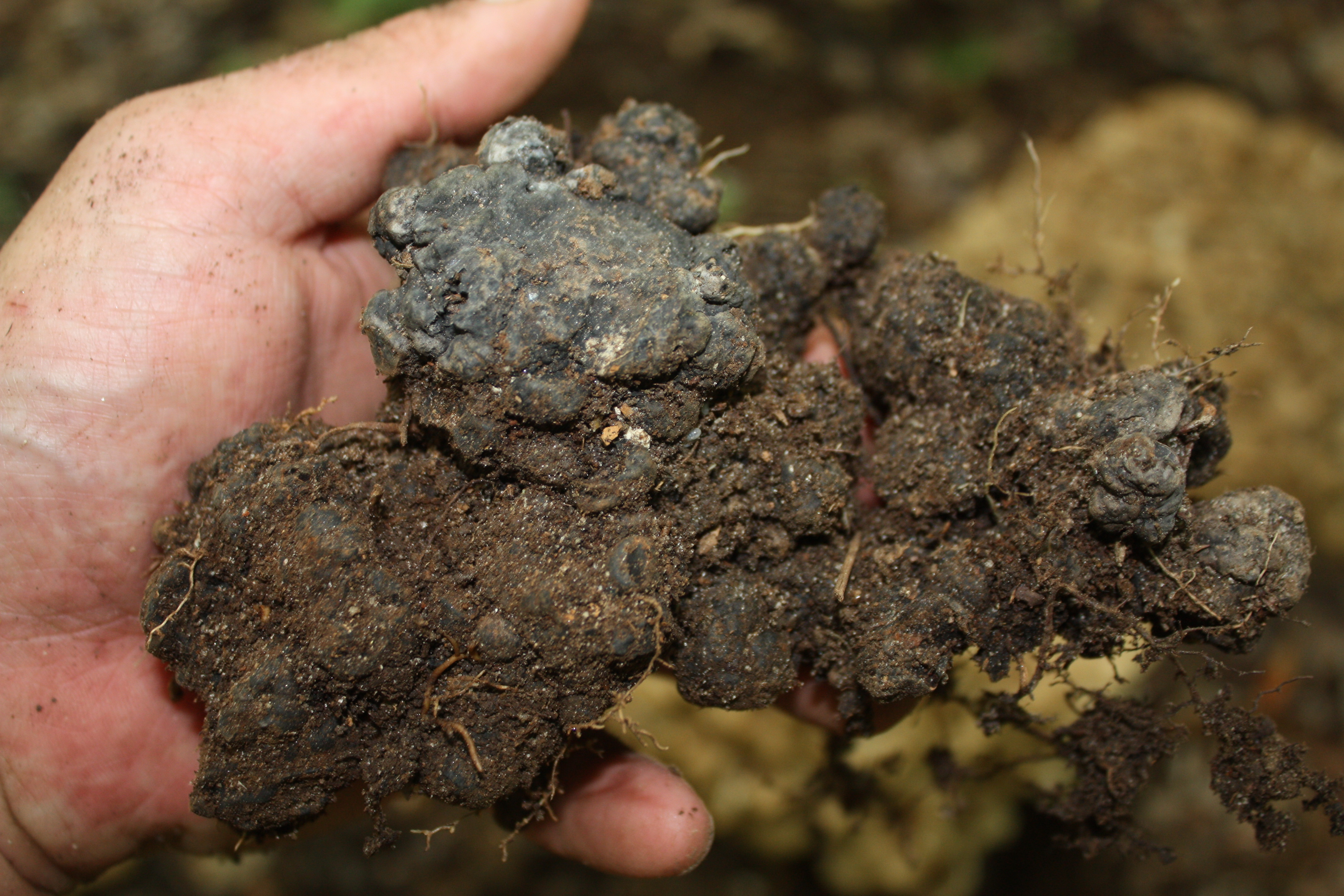
P. umbellatus, scleroți
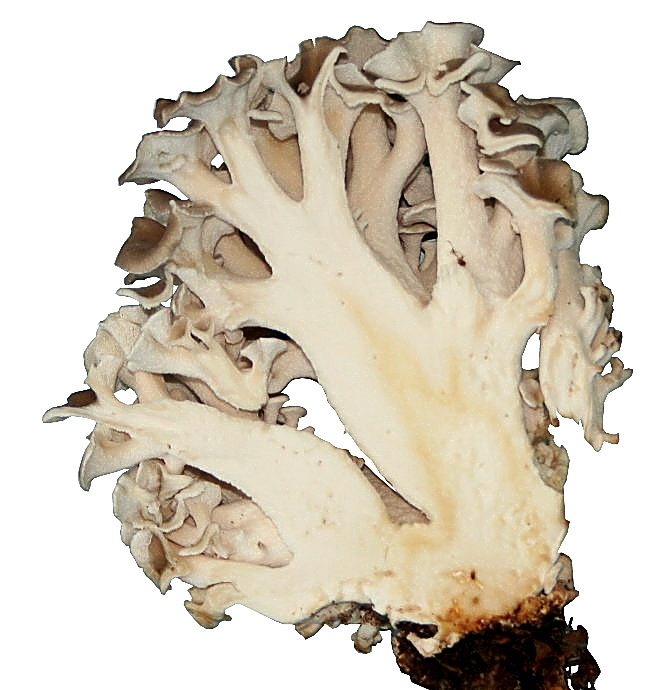
P. umbellatus, secțiune longitudinală
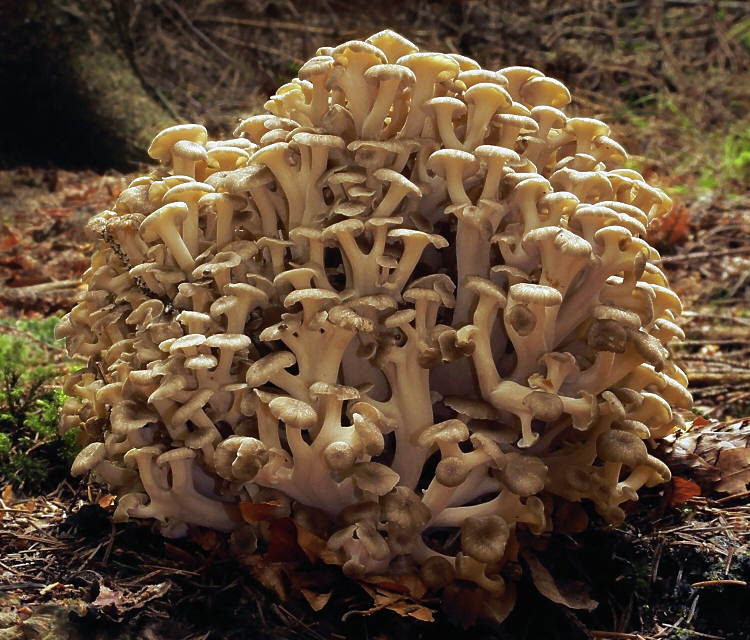
P. umbellatus tânăr
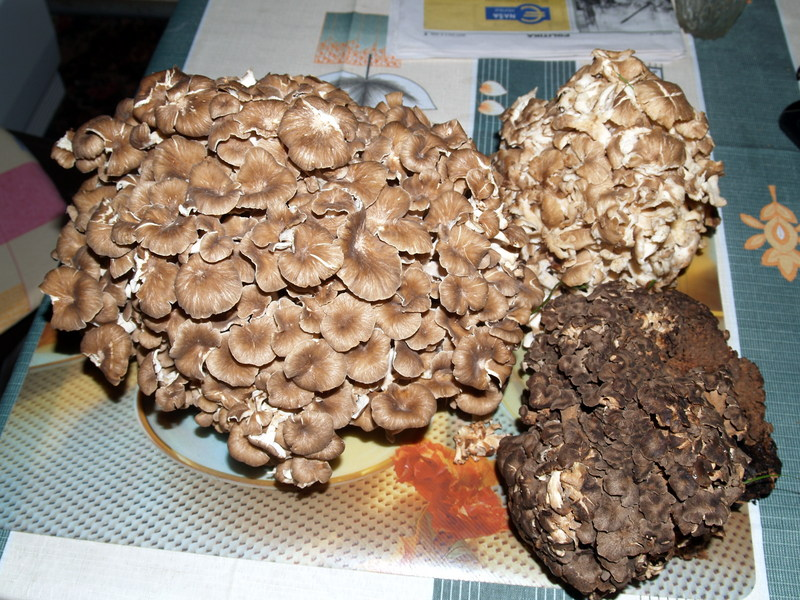
P. umbellatus maturi și bătrâni

## Confuzii
Datorită aspectului său buretele poate fi confundat numai cu puține alte specii neotrăvitoare cum sunt: Bjerkandera adusta (necomestibil), Grifola frondosa (comestibil), Grifola intybacea sin. Polyporus intybaceus (comestibil) sau Meripilus giganteus (comestibil).

## Specii asemănătoare în imagini

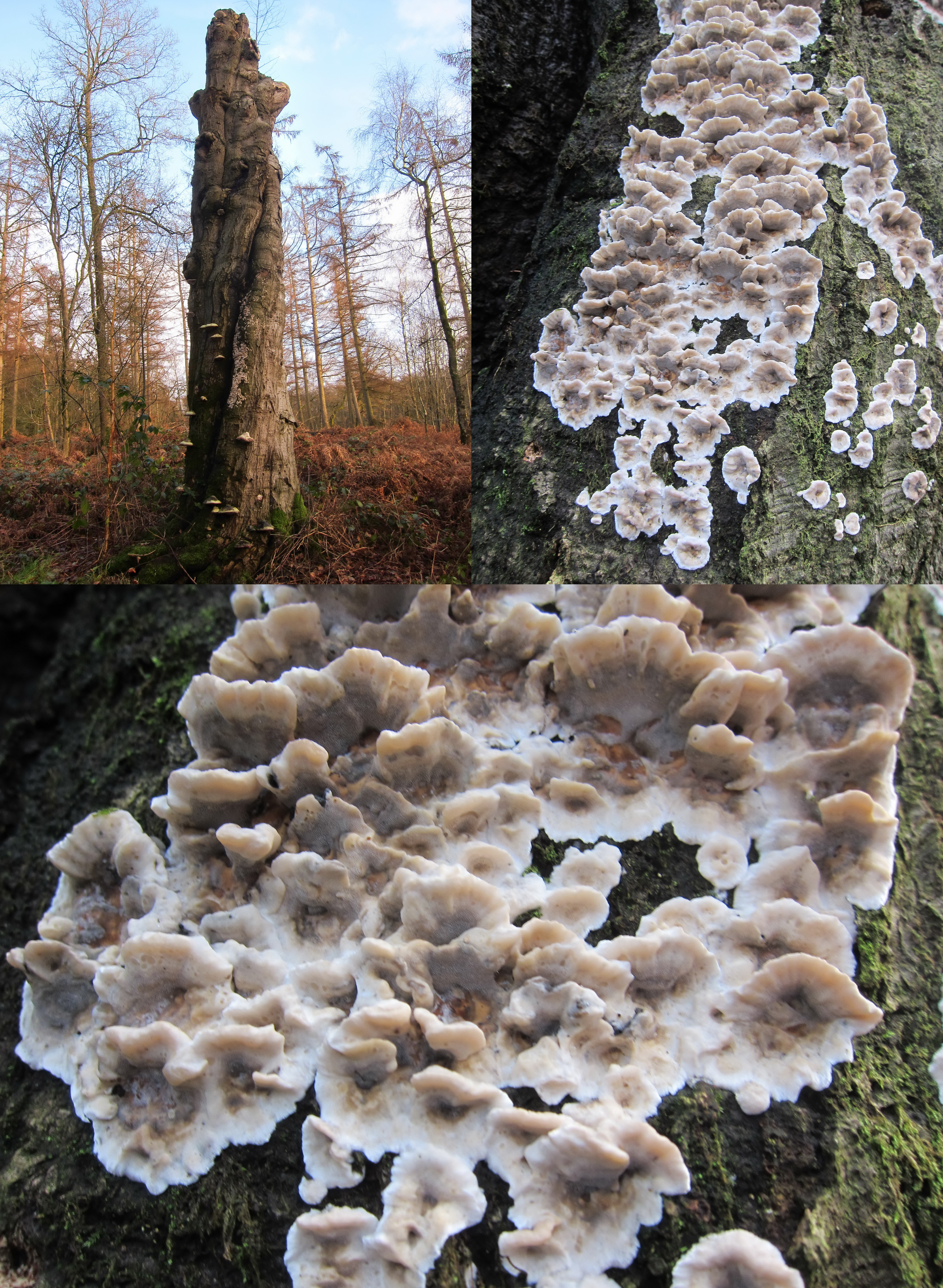
Bjerkandera adusta
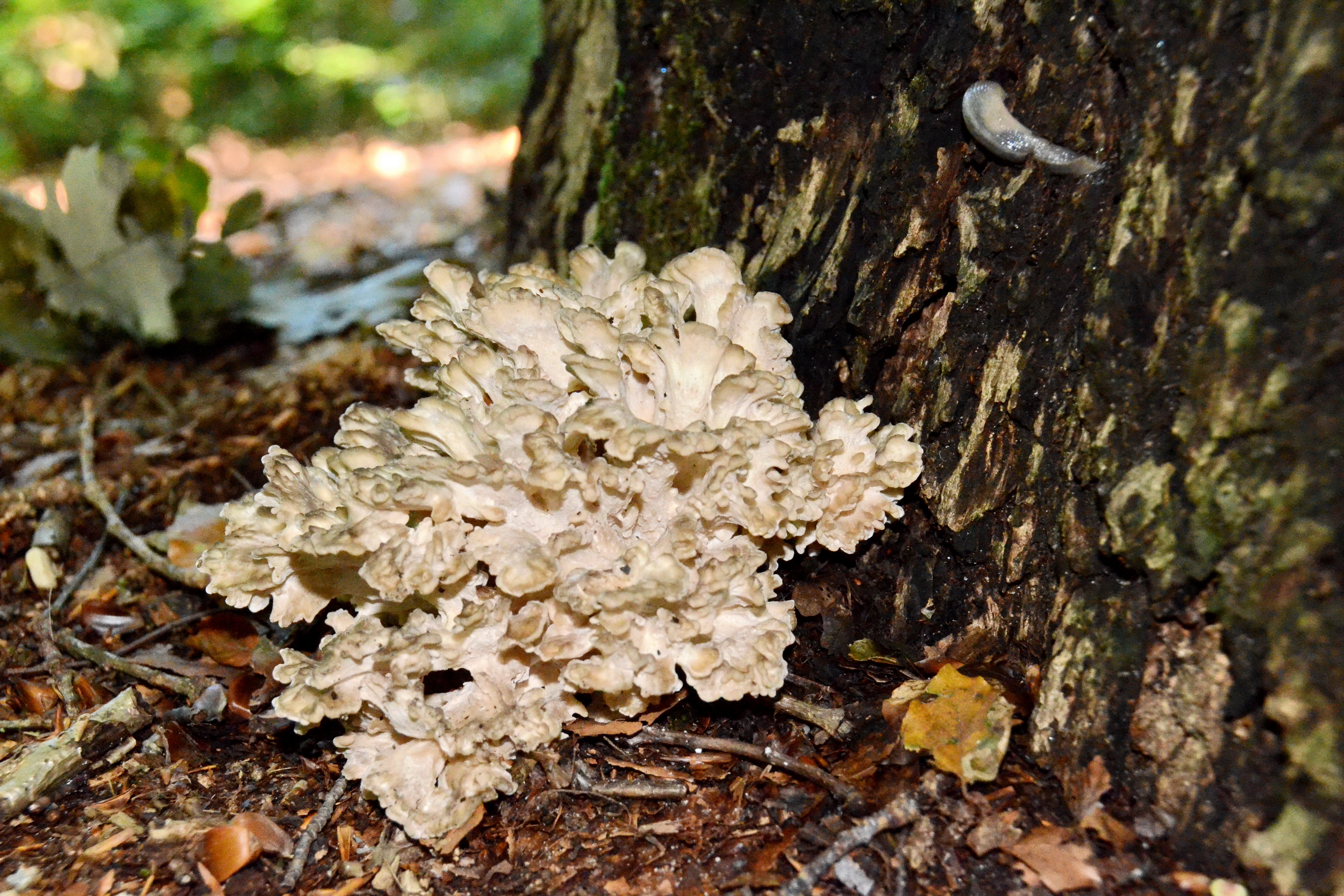
Grifola frondosa
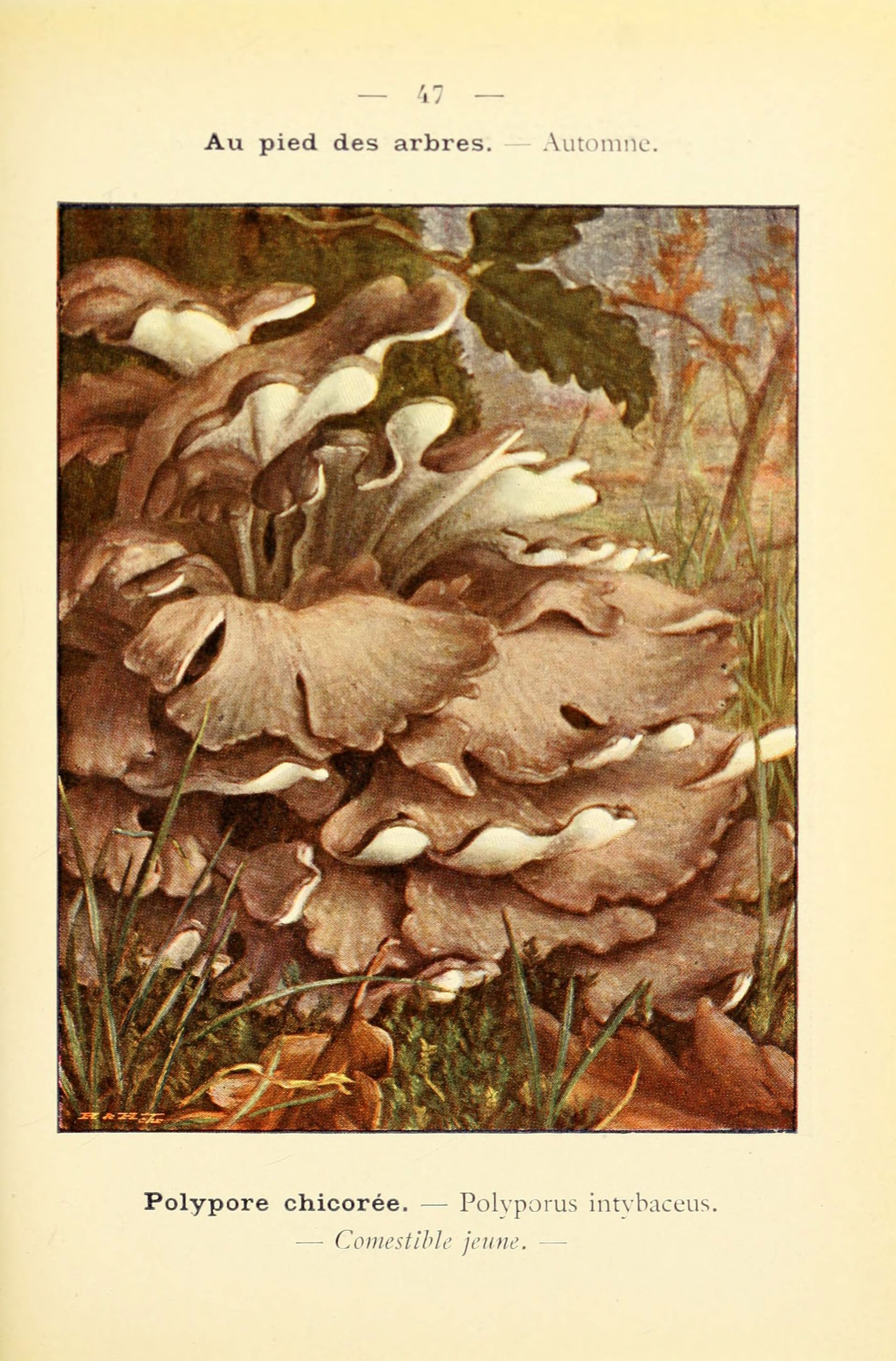
Grifola intybacea sin.Polyporus intibacesus
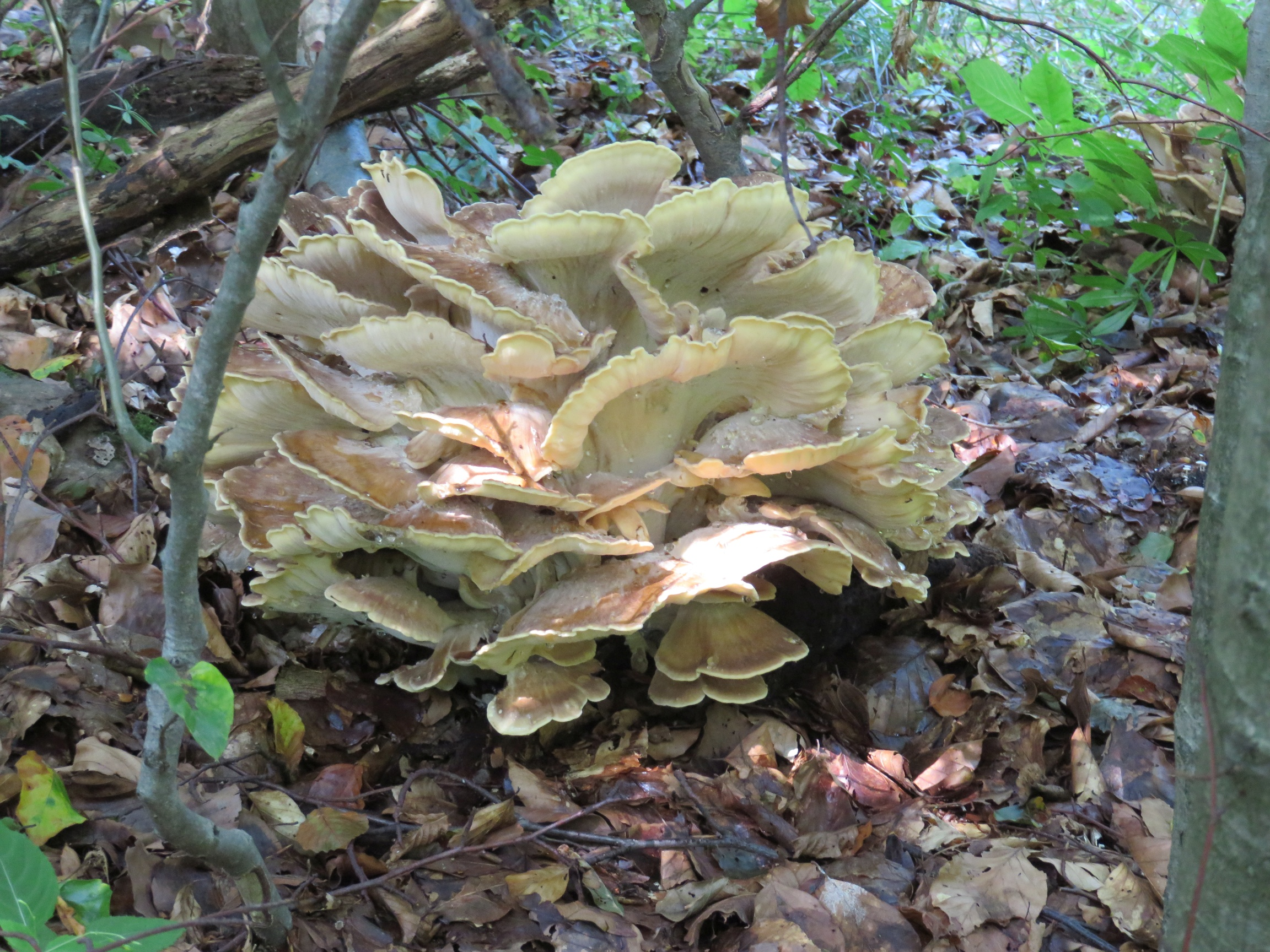
Meripilus giganteus

## Valorificare
Bureții iepurești sunt de consumat numai în stadiu tânăr, pentru că cu bătrânețea devin fibroși cu gust neplăcut și amar. Ei pot fi preparați ca Pleurotus ostreatus (păstrăvul de fag), fiind însă mai aromatici, de asemenea în combinare cu șuncă afumată și cognac, asemănător foalelor vacii (Grifola frondosa).
În tradiția chineză (numite: Zhu ling, Hei zhu ling sau Zhu ling jun) și japoneză (numite: Chorei), sclerotul acestui soi este considerat folositor sănătății. Dar majoritatea comercianților vând preparate făcute din ciuperca nonsubterană, având astfel nici un fel de folos.

## Bibiliografie
- Marcel Bon: “Pareys Buch der Pilze”, Editura Kosmos, Halberstadt 2012, ISBN 978-3-440-13447-4
- Bruno Cetto vol. 1-3 (vezi sus)
- Rose Marie și Sabine Maria Dähncke: „700 Pilze in Farbfotos”, Editura AT Verlag, Aarau - Stuttgart 1979 și 1980, ISBN 3-85502-0450
- Jean-Louis Lamaison & Jean-Marie Polese: „Der große Pilzatlas“, Editura Tandem Verlag GmbH, Potsdam 2012, ISBN 978-3-8427-0483-1
- J. E. și M. Lange: „BLV Bestimmungsbuch - Pilze”, Editura BLV Verlagsgesellschaft, München, Berna Viena 1977, ISBN 3-405-11568-2
- Hans E. Laux: „Der große Pilzführer, Editura Kosmos, Halberstadt 2001, ISBN 978-3-440-14530-2
- Till E. Lohmeyer & Ute Künkele: „Pilze – bestimmen und sammeln”, Editura Parragon Books Ltd., Bath 2014, ISBN 978-1-4454-8404-4
- Meinhard Michael Moser: „ Röhrlinge und Blätterpilze - Kleine Kryptogamenflora Mitteleuropas”, ediția a 5-ea, vol. 2, Editura Gustav Fischer, Stuttgart 1978
- Linus Zeitlmayr: „Knaurs Pilzbuch”, Editura Droemer Knaur, München-Zürich 1976, ISBN 3-426-00312-0